# ويليس جاكسون
ويليس جاكسون (بالإنجليزية: Willis Jackson)‏ هو عازف جاز أمريكي، ولد في 25 أبريل 1932 في ميامي في الولايات المتحدة، وتوفي في 25 أكتوبر 1987 في نيويورك في الولايات المتحدة.

## وصلات خارجية
- ويليس جاكسون على موقع ميوزك برينز (الإنجليزية)
- ويليس جاكسون على موقع أول ميوزيك (الإنجليزية)
- ويليس جاكسون على موقع ديسكوغز (الإنجليزية)